# Parco nazionale sbarco del Granma
Il Parco nazionale Desembarco del Granma (spagnolo:  Parque Nacional Desembarco del Granma) è un parco nazionale che si trova nella parte sud-orientale dell'isola di Cuba, in quella che oggi è la provincia di Granma. Quest'area protetta prende il nome dal Granma, l'imbarcazione con cui Fidel Castro, Che Guevara e Raúl Castro sbarcarono nell'isola nel 1956, provenienti dal Messico, uno dei primissimi episodi della rivoluzione cubana. L'imbarcazione (uno yacth), aveva come nome l'abbreviazione di un soprannome comune in inglese, quello di grandmother (nonna). La nave è esposta al 'Monumento Granma' annesso al Museo della Rivoluzione dell'Avana.
Nel parco si trovano alcuni dei paesaggi marini più spettacolari di Cuba, con alte scogliere ed una geologia molto movimentata a causa dei fenomeni carsici tuttora in atto. Insieme al sistema Maisí, è anche nella parte orientale del paese il più grande e meglio conservato esponente mondiale di sistemi di terrazze marine (emerse e sommerse) su rocce calcaree.
È stato dichiarato Patrimonio dell'umanità dall'UNESCO nel 1999.

## Descrizione
Il Parco Nazionale Desembarco del Granma si trova all'estremità occidentale della catena montuosa della Sierra Maestra, lungo la zona tettonicamente attiva tra la placca nordamericana e la placca caraibica. Occupa parte dei comuni di Niquero e Pilón, nella parte meridionale della provincia di Granma, e Dal punto di vista naturalistico, l'area occupa l'estremità occidentale del forma la regione dei terrazzi marini di Cabo Cruz. L'estensione totale dell'area geografica è di 25764 ettari, di cui il 73% sono terrestri e il resto sono associati a superfici marine. È stato riconosciuto come parco nazionale nel 1986, la prima area protetta a Cuba.
Grande l'interesse per il sistema di terrazze di Cabo Cruz. La sua forma, simile a giganteschi gradini di pietra, costituisce uno dei paesaggi più singolari che si possano vedere. Si tratta di terrazze calcaree che vanno dai 180 metri sotto il livello del mare ai 360 metri sopra il livello del mare e sono emerse fino a 20 livelli, alcuni dei quali con un dislivello di 100 m. Queste terrazze, tra le più grandi e meglio conservate al mondo, si sono probabilmente formate a causa del sollevamento tettonico e delle fluttuazioni del livello del mare dovute ai cambiamenti climatici e agli eventi di glaciazione del passato durante il Miocene, il Pliocene e il Pleistocene. [2] Inoltre, il parco protegge molte altre caratteristiche carsiche tra cui cascate, scogliere, doline e grotte.
Questo luogo unico fu scoperto da Cristoforo Colombo durante il suo secondo viaggio nel maggio 1494: "... E andò a chiedere una provincia che chiamano Macaca, che è molto bella e popolata...".
La documentazione di numerosi siti archeologici nella zona attesta quanto narrato dal "Grande Ammiraglio" delle infinite popolazioni aborigene che vi esistevano e che chiamavano la "provincia indiana di Macaca". La lontananza di questa regione dalla città di San Salvador e le impenetrabili foreste, i fiumi e le risorse, l'hanno portata a diventare un rifugio sicuro per corsari e pirati come John Hawking, Sir Henri Morgan e altri nella seconda metà del XVI secolo.
Durante il XIX secolo, con l'intensità della navigazione commerciale lungo la costa meridionale di Cuba, divenne evidente la necessità di costruire un faro a Cabo Cruz, che si concretizzò tra gli anni '50 e '60 fino alla sua apertura il 5 maggio 1871. L'elemento naturale più significativo del Parco Nazionale Desembarco del Granma è il suo sistema di terrazze marine in cui sono definiti 8 livelli regionali di terrazze (emerse), che arrivano fino a 20 livelli in 6 blocchi meso e 29 micro blocchi, raggiungendo un'altezza massima di nell'area di Alegría de Pío. Nella parte subacquea sono definiti 3 livelli regionali (-9 m, -18 e -180 m) e dovrebbero esserci più livelli locali, che non sono ancora stati studiati. Le altezze e il numero di livelli più alti si raggiungono nella zona di Punta Escalereta con un totale di 20. Questi terrazzi sorgono su calcari organo-detritici e massicci corallini delle formazioni di Cabo Cruz (Miocene medio-superiore), Maya (Pliopleistocene) e Jaimanitas (Pleistocene o Pleistocene superiore). Lo sviluppo di forme carsiche e tettonico-carsiche del rilievo su questi terrazzamenti è molto considerevole, evidenziando i sistemi di doline allagate di Punta Escalereta, l'Hoyo de Morlotte, secondo alcuni un Blue Hole emerso profondo 77 m e di diametro; il canyon fluviale del fiume Boca del Toro, la grotta di Fustete e decine di altri di minore estensione. 
Lo stato di conservazione di questo sistema (scarpate, nicchie di marea, dune fossili, creste temporalesche, scogliere fossili, forme carsiche, ecc.) è significativo. Le forme del rilievo, frutto della durezza delle rocce e del clima secco, sono in perfetto stato di conservazione. Anche gli ecosistemi che si sviluppano qui sono altamente conservati, data l'inaccessibilità di queste aree e l'inesistenza di comunità all'interno dell'area (solo Cabo Cruz e Alegría de Pio).
Il clima di questi territori è tropicale secco, con precipitazioni che oscillano tra i 700 e i 1200 °mm. Allo stesso modo, la temperatura media è di 26 °C, raggiungendo massime medie di 28 °C, una delle più calde del paese.

## Flora e fauna

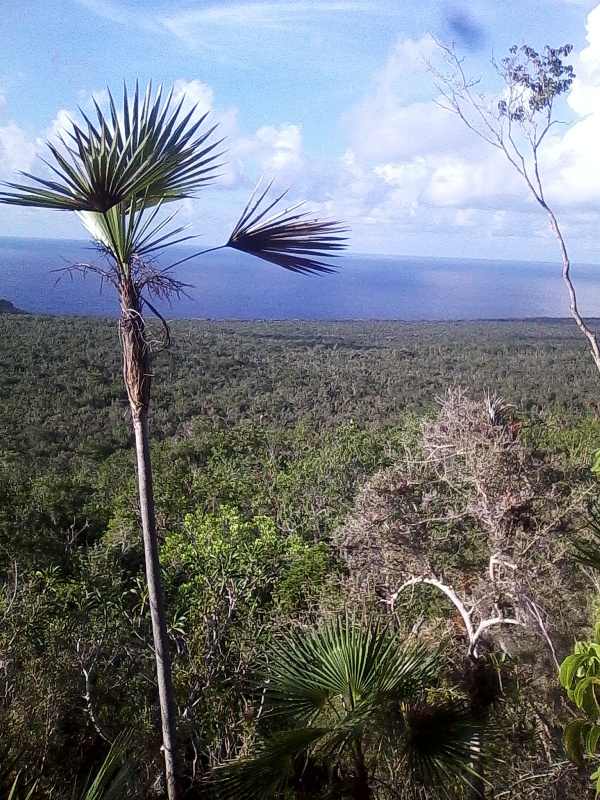
Flora del parco

La flora e la fauna di questo territorio si trovano in pianure carsiche terrazzate su denti di cane con un clima secco, condizioni estreme che hanno permesso un'evoluzione differenziata e l'irradiazione di queste specie. Tra le formazioni vegetali esistenti spicca il complesso vegetazionale a terrazza, di recente definizione, che insieme alla macchia xeromorfa costiera ospita il maggior numero di specie endemiche. Secondo dati ancora incompleti, in queste zone sono presenti circa 600 specie di flora, con il 60% di endemismo, di cui più di 12 locali. Ha un alto livello di endemismo e micro-localizzazione delle specie (14 specie endemiche locali). Tra questi ultimi, spiccano per la loro importanza: Amyris polimorpha, Cordia dumosa, Catalpa brevipes, Rhytidophyllum minus, Rondeletia apiculata. Le regolarità geologico-geomorfologiche e climatiche e idriche dell'area hanno condizionato la esistenza di 8 formazioni vegetali tra cui la macchia xeromorfa. La foresta costiera e la foresta semidecidua occupano la maggior parte dell'area.
Nella fauna si parla di 13 mammiferi (23% endemismo), 110 uccelli (22,7% endemismo), 44 rettili (90,9% endemismo) e 7 anfibi (85,7% endemismo). Non esistono dati certi sugli invertebrati ma sono considerati importanti, evidenziando le popolazioni di molluschi e farfalle, una specie di Polimita (P. venusta) e di Hojarasca, (Crycosaura typica), un genere endemico monotipico e in via di estinzione della famiglia Xantusidae, i cui parenti più stretti (genere Klauberina) abitano le Isole del Canale nel sud della California. Questa specie è endemica dell'Approdo locale di Granma.
Altre specie importanti che abitano il parco sono: (Ligus vittatus), un bellissimo mollusco endemico dei terrazzamenti; Rabijunco (Phaeton lepturus), un uccello marino che nidifica a Cuba solo a Punta del Inglés, un luogo nel parco; (Starnoenas cyanocepphala) un genere endemico cubano monotipico in via di estinzione; il lamantino (Trichechus manatus manatus), un mammifero marino in via di estinzione; (Amazona leucocephala). Sempre a Desembarco del Granma sono presenti le 4 specie di tartarughe marine segnalate per Cuba (Caretta caretta, Chelonia mydas, Lepidochelis olivacea e Eretmochelis imbricata).

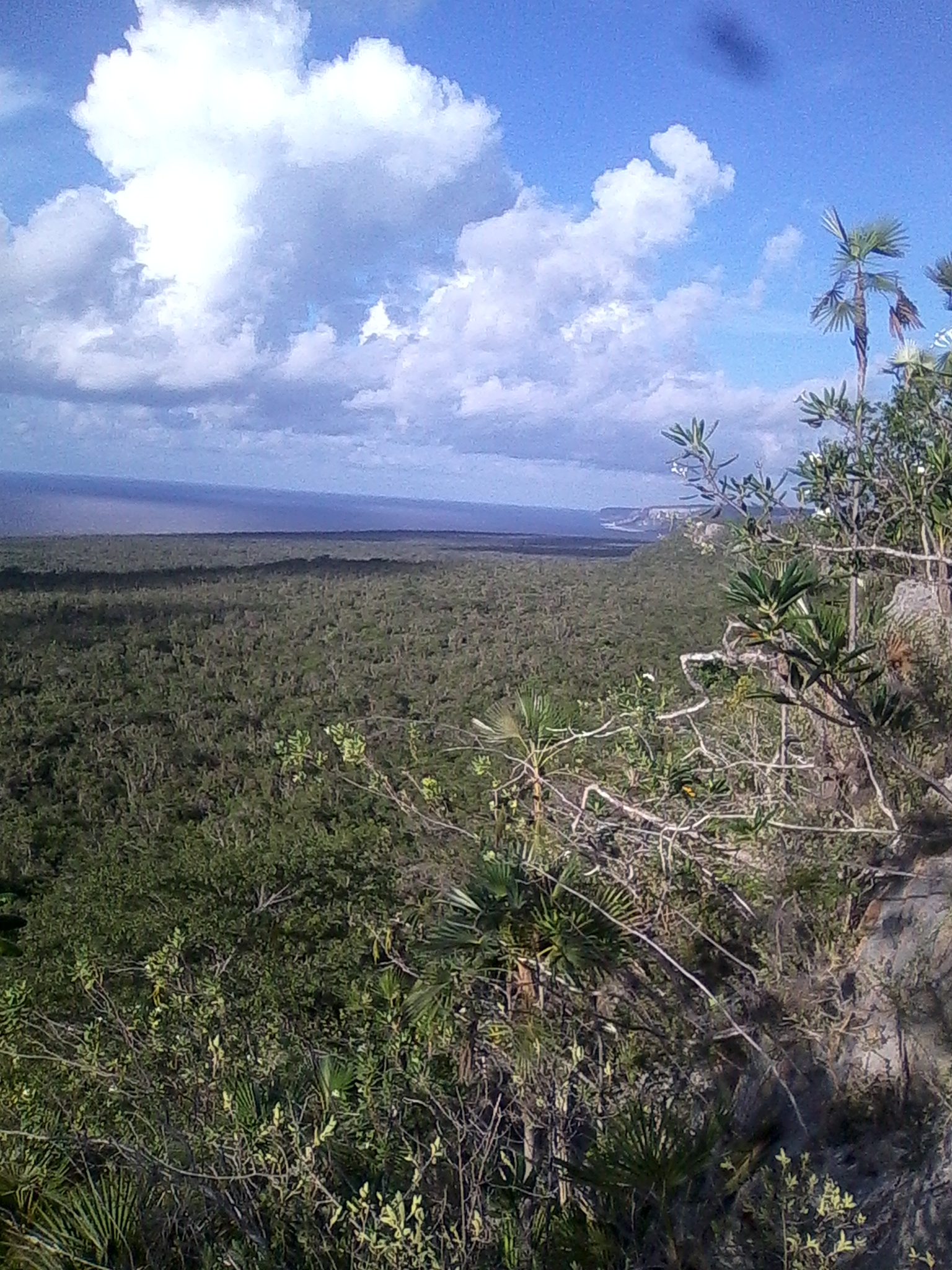
Terrazza marina

Nella parte sommersa di questi sistemi a terrazze, le profonde scogliere frontali delle scarpate sottomarine del versante insulare si distinguono per diversità e grado di conservazione; la presenza di abbondanti stock di pesci piattaforma e pelagici; la dorsale corallina di Cabo Cruz e le città di Cobo (Strombus gigas). La grande profondità del mare vicino alla costa provoca l'esistenza di correnti d'acqua molto pulite che permettono un grande sviluppo della vita sottomarina e rende questi siti luoghi privilegiati per le immersioni contemplative, paragonabili ai migliori al mondo (Punta Francés, Bonaire, ecc.). All'interno del parco è possibile trovare quasi tutte le specie di coralli e pesci dei Caraibi date le caratteristiche delle acque di questa zona e l'esistenza di barriere coralline e la grande trasparenza delle sue acque.
Sotto l'aspetto storico e culturale, esistono ampie prove dell'insediamento aborigeno in questi territori da parte di gruppi agro-ceramici e pre-agro-ceramici, che si manifestano in dozzine di siti archeologici. In particolare, il sito archeologico di Guafe ha un insieme di grotte cerimoniali e funerarie e un esteso sito residenziale, in cui sono presenti 7 idoli, tra i quali spicca l'Idolo dell'Acqua, possibile rappresentazione della divinità delle Antille Atabey.
Del periodo coloniale spagnolo, un faro della fine del secolo scorso rimane in perfette condizioni ed è ancora in uso: il faro "Vargas" (Cabo Cruz).

## Località caratteristiche

### Cueva del Fustete
Questa caverna si trova a sud di Alegría de Pío, al quarto livello di terrazze marine del sentiero Morlotte-Fustete; la sua bocca si apre a 87 metri sul livello del mare e raggiunge più di 5 metri di lunghezza.
L'imboccatura della grotta si apre a Las Güiras, di fronte alla galleria principale a sud-est. Dirigendosi verso nord-ovest, si trova la galleria dei pipistrelli, con un'enorme colonia di (Natalus epidus), e dove è possibile osservare il Majá de Santa María, (Epicrates angulifer).
In direzione sud-est c'è la prima uscita della grotta (Dolina del Bicho) dove si trova un laghetto sotterraneo e stalagmiti che per la loro forma ricordano le pagode cinesi; la più attraente è quella un po' inclinata ed è conosciuta come "Torre di Pisa".
Qui l'espelunca si sviluppa seguendo schemi locali di fessurazione in direzione nord-est, dove compare la sala di crollo, una cavità che, come indica il nome, presenta un enorme crollo di pietra di maggiore altezza, che ha la sua origine forse a causa dello sviluppo di fenomeni sismici molto frequenti nella zona.
Verso sud-est si trova l'ingresso a sud della Sala del Battista, un ambiente di grande bellezza e di colore bianco abbagliante con una profusione di formazioni secondarie come colonne, stalagmiti, stalattiti, gusci e stravaganti elittiti, che per la loro forma contorta costituiscono una sfida alla forza di gravità. Da qui si sviluppano i livelli superiori della caverna, e dal piano nobile della grotta partono tre gallerie, ricche dello sviluppo delle formazioni secondarie conosciute e di bellissimi getti riempiti di sabbia calcitica e zinolite di aspetto lattiginoso, nota come LATTE DI LUNA. La presenza di cristalli di gesso, aragonite e calcio provocano lampi nelle formazioni secondarie.
La grotta di Fustete era un rifugio per le comunità aborigene che hanno lasciato testimonianze dell'arte rupestre, i pittogrammi sono fondamentalmente costruiti per motivi naturalistici, geometrici e di tracce. Tra i naturalisti, spiccano la figura di un pesce pappagallo e di un mammifero infestato in un murale situato nel settore "24 de Febrero", entrambi strettamente legati al prodotto delle loro fondamentali attività economiche. Si potrebbe dedurre che questa galleria doveva essere legata al suo pensiero mitico-religioso di propiziarsi, attraverso la creazione artistica, la padronanza delle forze della natura in modo che gli permettesse di ottenere risultati nel suo lavoro produttivo e di sussistenza.

### Hoyo de Morlotte
Questa cavità è formata da processi misti, di doline di corrosione e collassi, che agiscono dall'alto verso il basso, e di processi di erosione inversa, causati dal movimento turbolento delle acque sotterraneo in zone di profonda saturazione della falda freatica. Analizzando questi processi, il risultato finale è l'esistenza di una cavità in profondità e diametro, a forma di campana (il fondo è più largo della parte superiore), per cui lo strapiombo delle sue pareti la rende una grande attrattiva per alpinisti e speleologi.
Scoperta nel 1938 da un pilota di origine francese, soprannominata Morlotte, da cui prese il nome, fu esplorata per la prima volta dal Gruppo "Humbolt" di Geografia e Storia dell'Est il 31 agosto 1941, e successivamente dal Gruppo "Martel" nel 1979 e 1980 e dal Guacanayabo nel 1984, 1985 e 1991.
All'interno è presente un cono di collasso che raggiunge poco più della metà della parete sud-est della voragine, con un'inclinazione di 30 gradi, ricoperto da vegetazione tipica del luogo come l'Hayte (Grimnanthes lucida), la Cuaba (Amyris elemifera) e le felci della specie cheilonthes.
Sulla parete nord-ovest della cavità, tra le pietre della frana, emerge la falda freatica, costituita da un laghetto in parte profondo e in parte da uno specchio d'acqua, dove sono stati raccolti pesci e gamberetti.
La fauna osservata all'interno è rappresentata dal cotunto di Sijú (Glaucidium sijú), dalla Rondine (Petrochelidon fulva) che salgono in cerchio in senso antiorario, e dagli alveari (Apis melifera) nelle fessure delle pareti della voragine.
Alcuni ricercatori sostengono che la cavità costituisca un "Blue-Hole" emerso, dal momento che quelli conosciuti alle Bahamas e nello Stato di Quintana Roo, in Messico, sono allagati, ma hanno più o meno la stessa profondità e diametro.